# Vallenzona
Vallenzona (Valensonn-a in ligure, detta anche Veinsonn-a) è una frazione del comune di Vobbia, nella città metropolitana di Genova. Situata nell'omonima valle, si trova al confine con il Piemonte.

## Storia
Prende il nome dal suo torrente Vallenzona; le frazioni vicine prendono il nome di Vigogna, Poggio, Costa e Piani di Vallenzona.
Prendendo la strada che conduce ai Piani di Vallenzona, è possibile arrivare alla cappella di San Fermo, posta sul confine con il Piemonte sul valico di San Clemente.
Oggi quasi disabitata, Vallenzona era un tempo più popolata della stessa Vobbia: aveva una scuola e un albergo. Oggi Vallenzona è abitata quasi solo durante la stagione estiva, nella quale si organizzano feste, sagre e tornei per i più giovani.

## Monumenti e luoghi d'interesse

### Architetture religiose
Nella frazione è ubicata la locale chiesa parrocchiale di Santa Maria Assunta, nominata per la prima volta, a seguito di un furto al suo interno, in un documento del 10 maggio o 18 maggio del 1253.
Secondo alcune fonti le fu annessa la comunità di Arezzo, altra frazione di Vobbia, con la cura della relativa chiesa dei Santi Cosma e Damiano, fino alla costituzione di quest'ultima a parrocchia indipendente il 13 dicembre del 1609.

## Cultura

### Eventi
Durante la stagione estiva vengono celebrate alcune feste e tornei, come quello di beach volley, calcio (che, da pochi anni, è giocato su un vero e proprio campo in erba sintetica) e di cirulla, il celebre gioco di carte ligure, dedicati anche a personaggi rilevanti per il paese.
La più celebre è quella della Processione del 15 agosto. Il 9 agosto, invece, si celebra la festa del già citato san Fermo.
Inoltre, a Vallenzona è presente anche una piccola canonica per bivacchi e ritiri.
Altre manifestazioni importanti si tengono nel giorno di Pasquetta.

## Galleria d'immagini

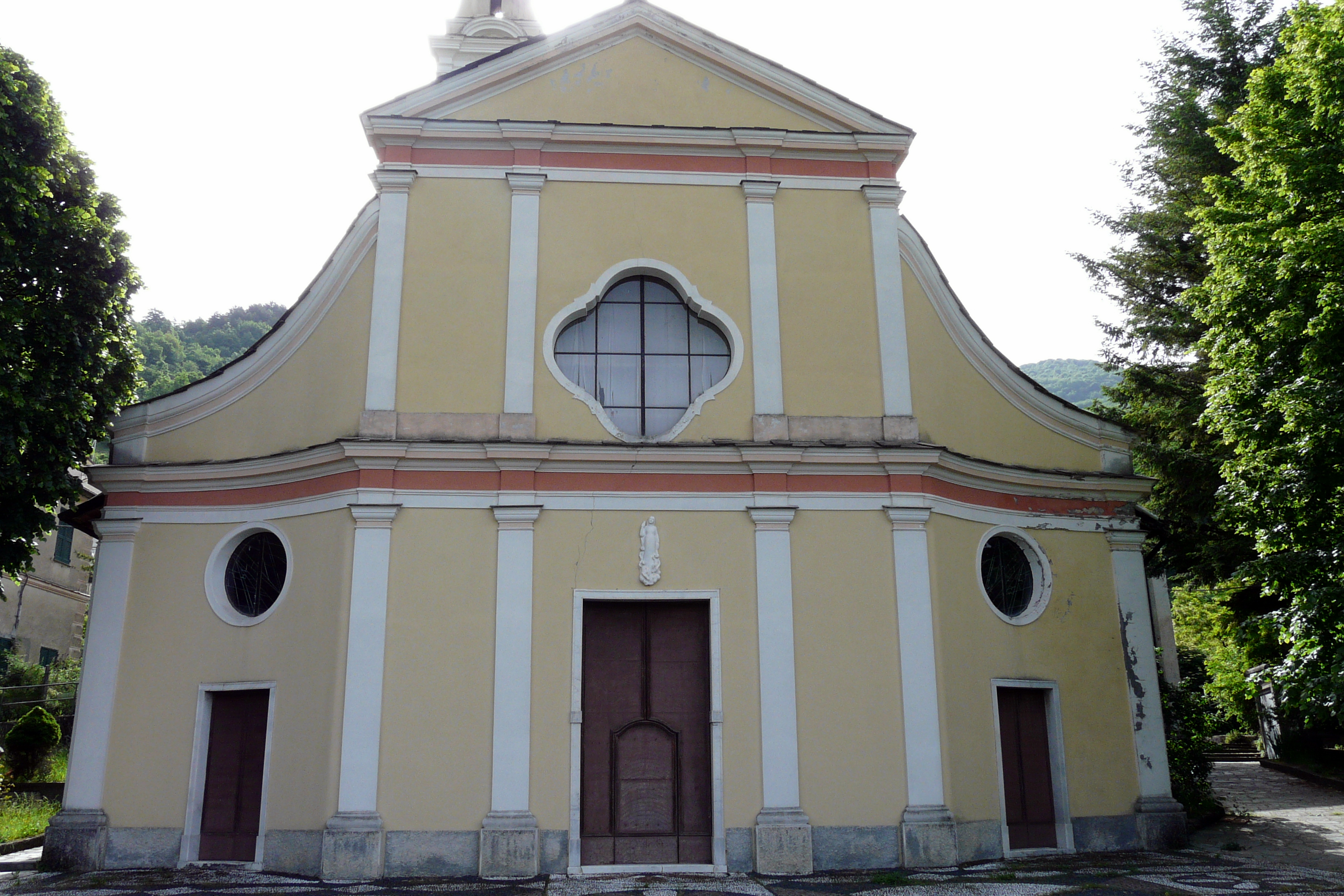
La chiesa
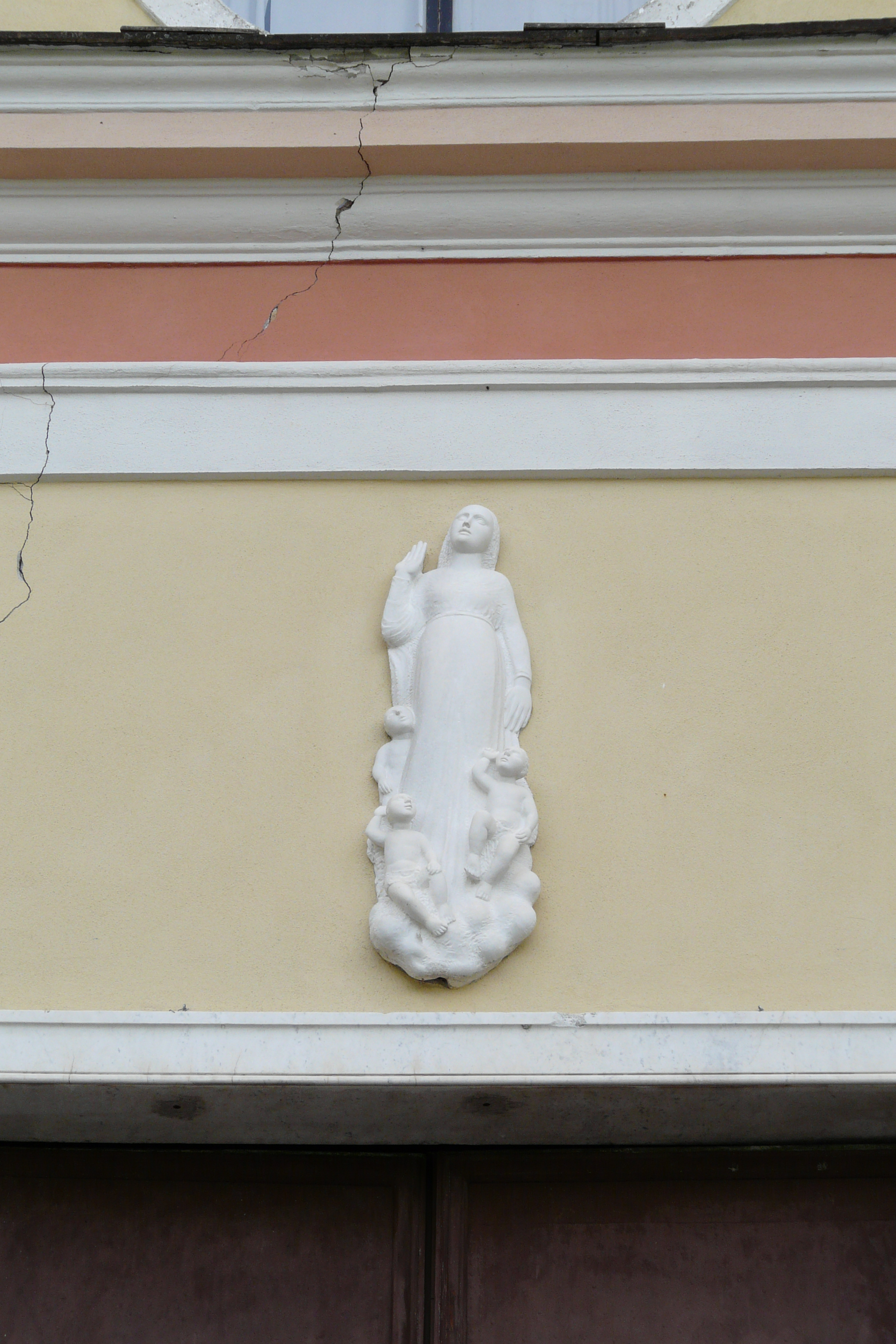
Particolare
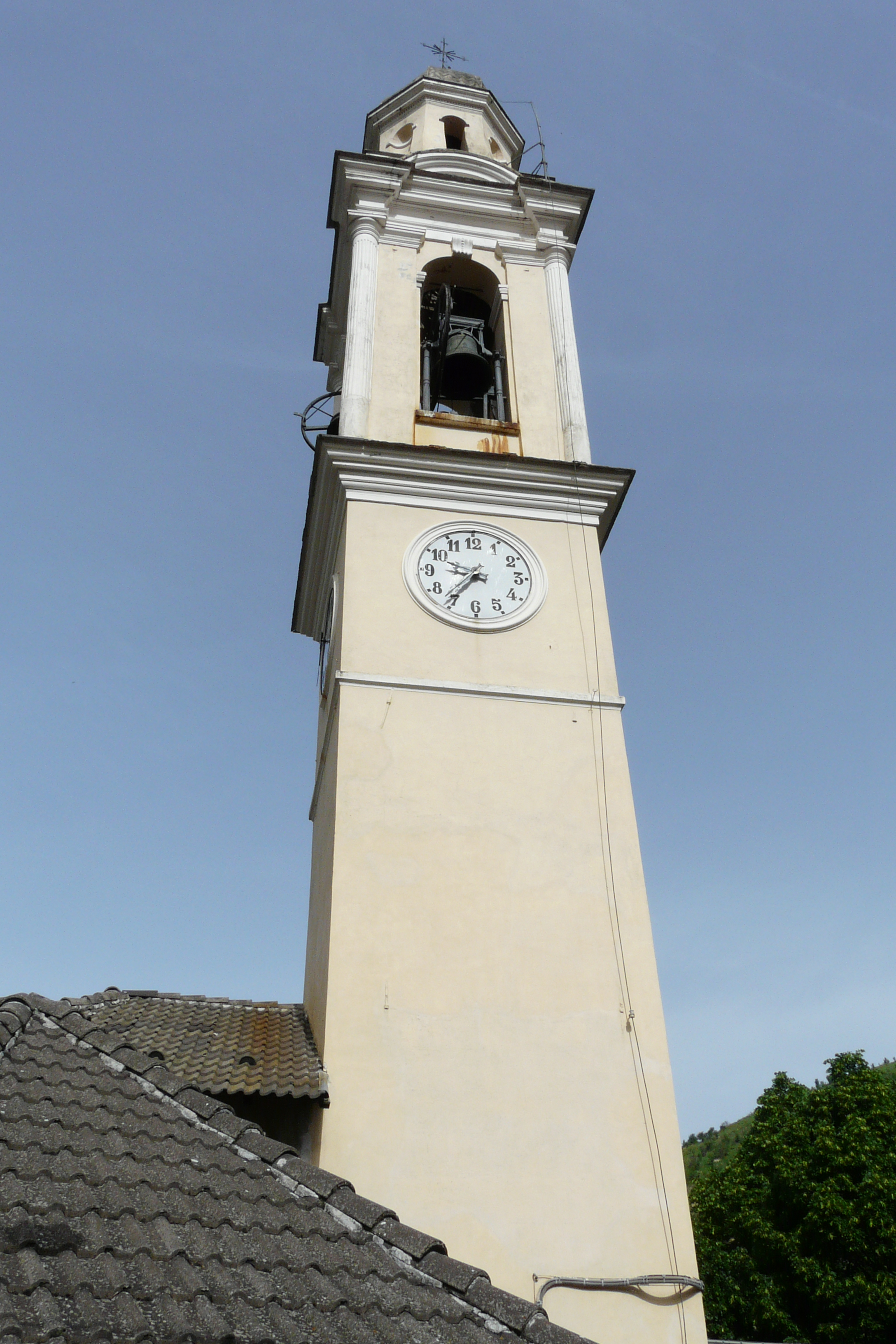
Il campanile
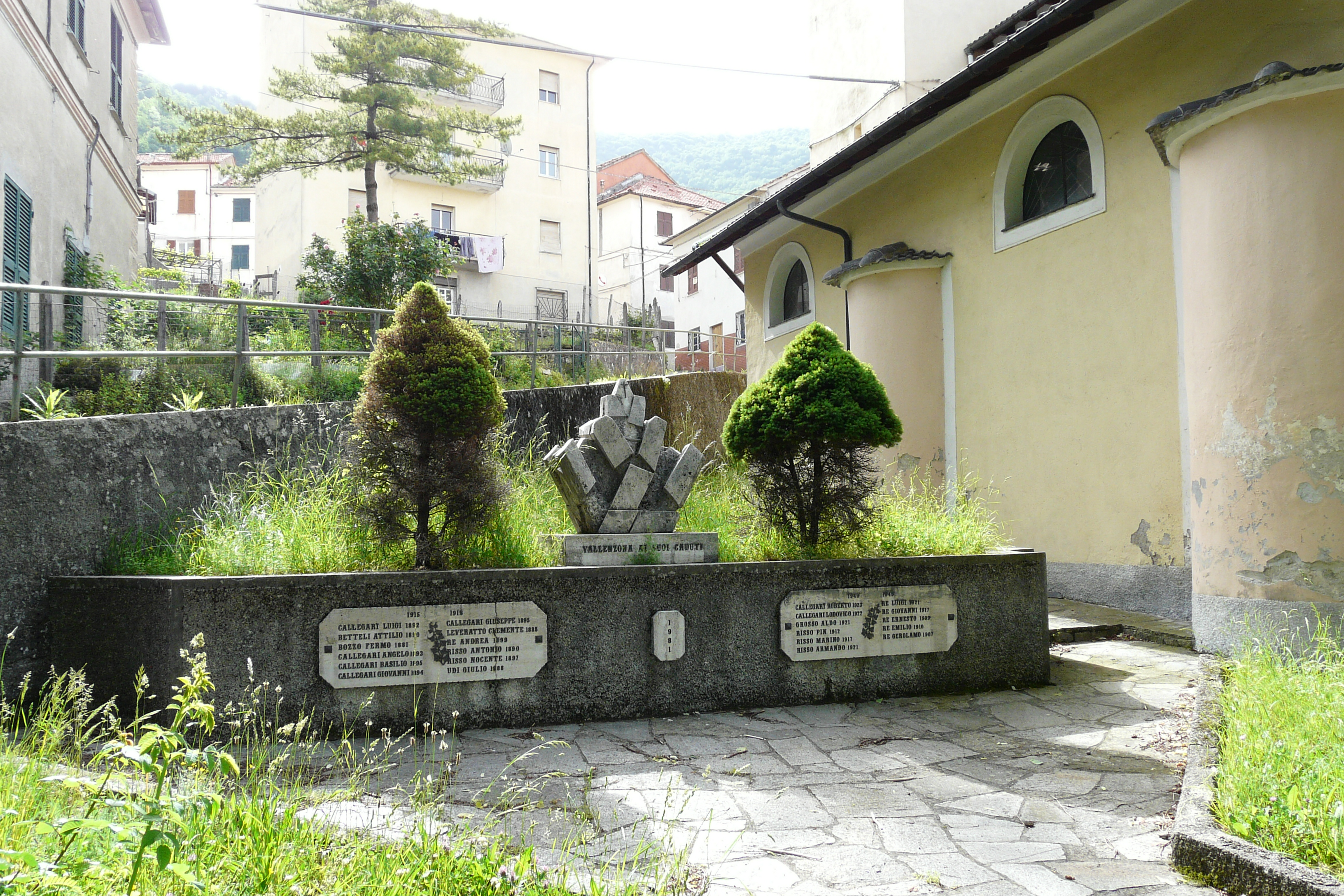
Monumento ai caduti